# Maryna Zanevska
Maryna Zanevska (ucraniano: Марина Заневська; Odesa, 24 de agosto de 1993) es una exjugadora de tenis belga, de origen ucraniano.
Zanevska ganó el Abierto de los Estados Unidos 2009 - Dobles Júnior con la rusa Valeria Solovieva y el Roland Garros 2011 - Dobles júnior femenino con otra pareja rusa Irina Khromacheva. Es entrenada por el "sexto sentido academia" de Justine Henin y Carlos Rodrigues y fue el primer "sexto jugador Sense" en ganar un título de Grand Slam.

## Títulos WTA (1; 1+0)

### Individual (1)
| Leyenda                                |
| -------------------------------------- |
| Grand Slam (0)                         |
| Juegos Olímpicos (0)                   |
| WTA Tour Championships (0)             |
| P. Mandatory & Premier 5, WTA 1000 (0) |
| Premier, WTA 500 (0)                   |
| International, WTA 250 (1)             |

| N.º | Fecha               | Torneo | Superficie    | Oponente en la final | Resultado   |
| --- | ------------------- | ------ | ------------- | -------------------- | ----------- |
| 1.  | 25 de julio de 2021 | Gdynia | Tierra batida | Kristína Kučová      | 6-4, 7-6(4) |

### Dobles (0)
| Leyenda                                |
| -------------------------------------- |
| Grand Slam (0)                         |
| Juegos Olímpicos (0)                   |
| WTA Tour Championships (0)             |
| P. Mandatory & Premier 5, WTA 1000 (0) |
| Premier, WTA 500 (0)                   |
| International, WTA 250 (0)             |

#### Finalista (4)
| N.º | Fecha               | Torneo    | Superficie    | Pareja          | Oponente en la final            | Resultado        |
| --- | ------------------- | --------- | ------------- | --------------- | ------------------------------- | ---------------- |
| 1.  | 27 de abril de 2014 | Marrakech | Tierra batida | Katarzyna Piter | Garbiñe Muguruza Romina Oprandi | 6-4, 2-6, [9-11] |
| 2.  | 1 de mayo de 2015   | Marrakech | Tierra batida | Laura Siegemund | Tímea Babos Kristina Mladenovic | 1-6, 6-7(5)      |
| 3.  | 5 de mayo de 2017   | Rabat     | Tierra batida | Nina Stojanović | Tímea Babos Andrea Hlaváčková   | 6-2, 3-6, [5-10] |
| 4.  | 22 de julio de 2018 | Bucarest  | Tierra batida | Danka Kovinić   | Irina-Camelia Begu Andreea Mitu | 3-6, 4-6         |

## Títulos WTA 125s
| Leyenda  | Individuales | Dobles |
| -------- | ------------ | ------ |
| WTA 125s | 1            | 1      |

### Individual (1–0)
| Resultado | Fecha                 | Torneo | Superficie    | Oponente          | Puntaje     |
| --------- | --------------------- | ------ | ------------- | ----------------- | ----------- |
| Campeona  | 23 de octubre de 2022 | Ruan   | Tierra batida | Viktorija Golubic | 7-6(6), 6-1 |

### Dobles (1–0)
| N.º      | Fecha                   | Torneos | Superficie | Pareja           | Oponentes                       | Resultado |
| -------- | ----------------------- | ------- | ---------- | ---------------- | ------------------------------- | --------- |
| Campeona | 12 de noviembre de 2017 | Limoges | Dura       | Valeria Savinykh | Chloé Paquet Pauline Parmentier | 6-0, 6-2  |